# Pubblicazioni dei fratelli Marcellino e Pietro Giuseppe Roda
Questa sezione tratta delle pubblicazioni che i fratelli Roda, giardinieri reali piemontesi dell'Ottocento, scrissero insieme. Si rimanda alle voci sui due autori per le opere scritte da ciascuno singolarmente.

## Pubblicazioni

### L'attività letteraria
Accanto al lavoro di progettazione, realizzazione e direzione di giardini reali e privati, dagli anni Cinquanta Marcellino e Giuseppe Roda si dedicarono alla stesura di pubblicazioni di vario genere: dai manuali ai corsi, agli almanacchi, ai calendari, agli articoli.
Nelle quali trattavano diverse materie come: la coltivazione naturale o fuori stagione (forzata) dei fiori, delle piante ornamentali, arboree e da frutto e degli orti; la costruzione delle serre, dei semenzai e dei fruttai; l'organizzazione dei giardini; l'apicoltura. Molte di queste opere vennero arricchite con disegni di incisioni in legno realizzati dagli stessi autori.
Grazie a queste pubblicazioni i fratelli Roda divulgarono le loro competenze ed esperienze oltre i confini piemontesi influenzando l'intera penisola.

### Elenco delle pubblicazioni

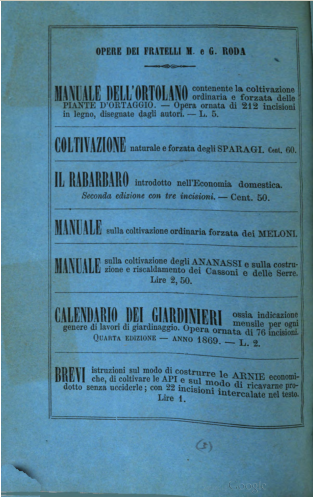
Pubblicità dell'editore Unione Tipografico-Editrice sul retro di copertina del Corso teorico-pratico sopra la coltivazione e potatura delle principali piante fruttifere nell'edizione del 1869

Segue l'elenco di alcune delle pubblicazioni scritte dai fratelli Roda.
1. Fratelli Marcellino e Giuseppe Roda, Corso teorico-pratico sopra la coltivazione e potatura delle principali piante fruttifere; opera ornata di 137 incisioni in legno disegnate dagli autori, Torino, Tip. degli artisti, 1854,  pp. VIII, 267.[4][5]
2. Fratelli Marcellino e Giuseppe Roda, Il rabarbaro introdotto nell'economia domestica sua coltivazione e modi di prepararlo, Torino, Tip. degli artisti A. Pons e C., 1854,  p. 22.[4]
3. Fratelli Marcellino e Giuseppe Roda, Manuale sulla coltivazione ordinaria forzata dei meloni, Torino, Presso il librario C. Schiepatti, 1856,  p. 92.[4]
4. Fratelli M. e G. Roda, Manuale sulla coltivazione degli ananassi e sulla costruzione e riscaldamento dei cassoni e delle serre, Torino, Napoli, Unione Tipografico-Editrice, 1861.[6]
5. Fratelli M. e G. Roda, Coltivazione naturale e forzata degli sparagi, Torino, Napoli, Unione Tipografico-Editrice, 1868.[6]
6. Fratelli Marcellino e Giuseppe Roda, Manuale dell'ortolano contenente la coltivazione ordinaria e forzata delle piante d'ortaggi; opera ornata di 212 incisioni di legno disegnate dagli autori, Torino, Napoli, Unione Tipografico-Editrice, 1868,  pp. VIII, 486.[4][7]
7. Fratelli M. e G. Roda, Calendario dei Giardinieri ossia indicazione mensile per ogni genere di lavori di giardinaggio, 4ª ed., Torino, Napoli, Unione Tipografico-Editrice, 1869.[6][8]
8. Fratelli Marcellino e Giuseppe Roda, Nozioni principali sulla arboricoltura per uso delle scuole elementari rurali; con incisioni intercalate nel testo, Torino, Napoli, Unione Tipografico-Editrice, 1869,  p. 104.[4][9][10]
9. Fratelli Roda, Almanacco del vignaiuolo, 1869.[11]
10. Fratelli Marcellino e Giuseppe Roda, Dieci conferenze sopra l'arboricoltura: applicata principalmente alla coltivazione e potatura delle piante fruttifere, Torino, Unione Tipografico-Editrice, 1871,  p. 133.[12]
11. Fratelli Marcellino e Giuseppe Roda, Manuale del giardiniere fioricoltore e decoratore di giardini contenente una breve descrizione dei giardini antichi e moderni la costruzione delle diverse stufe la moltiplicazione delle piante il modo di formare le macchie ornamentali: colla descrizione e coltivazione delle principali piante decorative per fiori o fogliame; opera ornata con 103 incisioni dimostrative disegnate dagli autori, Torino-Napoli, Unione Tipografico-Editrice, 1872,  pp. XV, 347.[4][13]
12. Fratelli Marcellino e Giuseppe Roda, Manuale del frutticoltore italiano contenente la descrizione e la coltivazione delle piante fruttifere che allignano in Italia unitamente alla coltivazione del gelso, Torino, G.B. Paravia, 1874,  p. 324.[12]
13. Fratelli Roda, Margotta: sistema Roda, Torino, G.B. Paravia e C., 1874.[12]
14. Fratelli Roda, Giardinaggio ornamentale ossia coltivazione delle piante per la decorazione dei giardini, delle verande, degli appartamenti, dei balconi e delle finestre, Roma, Loescher, 1880,  pp. VIII, 111.[12]
15. Fratelli Roda, Giardinaggio utile, ossia Della coltivazione delle principali piante: d'ortaggio e fruttivere del raccolto e conservazione dei loro prodotti, Torino, E. Loescher, 1880,  p. 103.[12]
16. Marcellino e Giuseppe Roda, Delle rose: loro principali specie e varietà, loro moltiplicazione e decorazioni pei giardini, Torino, Unione Tipografico-Editrice, 1883,  p. 103.[14]
17. Roda Marcellino e Giuseppe, Delle camelie. Loro moltiplicazione e coltivazione, con una nota descrittiva delle più meritevoli varietà ora conosciute. Con 11 figure, Torino, Unione Tipografico-Editrice, 1885,  p. 59.[15][16]
18. Roda Marcellino e Giuseppe, Manuale pratico sulla coltivazione borghese e commerciale degli ananassi, 2ª ed., Torino, Unione Tipografico-Editrice, 1887,  p. 71.[12]
19. Fratelli Marcellino e Giuseppe Roda, Fiori alpini, Torino, Unione Tipografico-Editrice, 1891,  pp. VIII, 132.[12]
20. Fratelli G. e M. Roda, Nozioni di frutticoltura, Milano-Piacenza-Bologna, Italia agricola, 1891,  p. 23.[4]
21. Fratelli M. e G. Roda, Sulla coltivazione delle piante fruttifere in vaso, Torino, Unione Tipografico-Editrice, 1891,  p. 158.[4]
22. F.lli G. e M. Roda, Coltivazione degli ortaggi, Milano-Piacenza-Bologna, Italia agricola, 1891,  p. 28.[4]
23. Fratelli G. e M. Roda, Fiori nozioni intorno alla loro cultura, Milano-Piacenza-Bologna, Italia agricola, 1891,  p. 21.[4]
24. Roda Giuseppe e Marcellino, Manuale di floricoltura, Milano, Hoepli, 1891,  pp. VIII, 186.[17]
25. Marcellino e Giuseppe Roda, Almanacco del frutticoltore contenente l'indicazione mensile dei lavori da farsi alle piante fruttifere, Torino, Unione Tipografico-editrice, 1892,  p. 100.[18]
26. Fratelli Roda, Delle piante nelle abitazioni, nei cortili, sui terrazzi, balconi, finestre, ecc.: decorazioni d'appartamenti, feste, mense, ecc., con piante e fiori: dei mazzi ed altri lavori in fiori spiccati, Torino, Unione Tipografico-editrice, 1893,  p. 168.[12]
27. Fratelli M. e G. Roda, Brevi istruzioni sul modo di costruire le arnie economiche, di coltivare le api e sul modo di ricavarne prodotto senza ucciderle, Torino, Napoli, Unione Tipografico-Editrice.[6]
28. Marcellino e Giuseppe Roda, Almanacco dell'ortolano: contenente l'indicazione dei lavori da farsi alle piante d'ortaggio, Torino, Unione Tipografico-Editrice,  p. 82.[19]

### Approfondimenti di alcune opere

#### Nozioni principali sulla arboricoltura

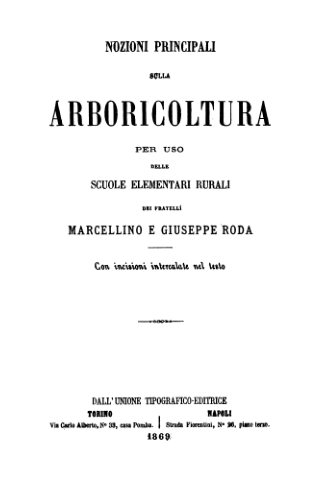
Frontespizio dell'opera nella edizione del 1869

Il libro fu pubblicato in prima edizione nel 1869 (quella qui descritta). La seconda seguì già l'anno successivo. Il testo è arricchito da disegni intesi ad illustrare e a facilitare la comprensione delle nozioni via via spiegate.
Come ricordato nella "Introduzione" era volutamente semplice e sintetico perché rivolto ai principianti e, nelle speranze degli autori, ai maestri dei comuni rurali che avevano la possibilità di divulgare quei primi elementi ai loro scolari. Lo scopo ultimo del volumetto era recare "un sensibile giovamento alle nostre arti e alle nostre industrie [della coltivazione degli alberi], ed aumentare per conseguenza la nostra ricchezza [di chi vi si dedicava]".
Composto di una "Introduzione", sette "Capi [capitoli]", un "Indice delle Materie" ed un "Indice delle Figure", il libro riassume in un centinaio di pagine le cognizioni che gli autori consideravano fondamentali per praticare correttamente le principali operazioni dell'arboricoltura. Nel "Capo I" di due sole pagine viene esaminata la composizione dei terreni. Il "Capo II" ed il "Capo III" sono dedicati alle descrizioni rispettivamente delle parti che compongono una pianta ovvero l'anatomia vegetale e delle funzioni vitali che esse assolvono ovvero la fisiologia vegetale. Qui l'intento dichiarato dagli autori era di fornire al coltivatore una base razionale per la comprensione delle operazioni che avrebbe svolto. Il "Capo IV" con le sue 38 pagine è il più corposo del volume e vi si trattano i modi di riproduzione delle piante naturali e artificiali. In particolare vengono spiegate le sementi, la germinazione dei semi, la semina e le prime cure da dedicare alle pianticine (l'innaffiatura, la sarchiatura, la politura ed il diradamento). Poi sono esaminate la talea, la propaggine e la margotta. Per ultimo diverse pagine sono dedicate all'innesto. Nel "Capo V" gli autori ritornano sui terreni e sui modi di prepararli, quindi trattano il trapiantamento degli alberi dall'iniziale sradicamento alla successiva piantagione con le preparazioni preliminari e le cure successive che questa richiede. A conclusione il "Capo VI" ed il "Capo VII" sono dedicati rispettivamente al diradamento degli alberi d'alto fusto nei boschi ed alla potatura delle piante da frutto, con un rimando al più dettagliato Corso teorico-pratico sopra la coltivazione e potatura delle principali piante fruttifere. Due operazioni queste molto delicate e dannose se mal condotte, ma capaci di accrescere il valore della coltivazione migliorando i tronchi e producendo legna da ardere.

#### Corso teorico-pratico sopra la coltivazione e potatura delle principali piante fruttifere

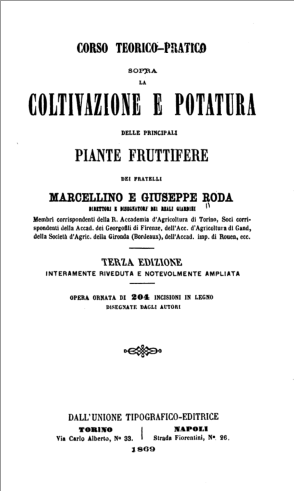
Frontespizio dell'opera nella terza edizione del 1869

Il libro fu pubblicato nel 1854. Poco tempo dopo seguì la seconda edizione mentre la terza (qui descritta) vide la luce solo nel 1869, riveduta ed ampliata di 93 pagine e 67 nuovi disegni. Del ritardo gli autori si dispiacevano nella "Introduzione" giustificandolo con gli straordinari eventi politici che la penisola intera aveva attraversato durante quel quindicennio. Un'altra edizione, curata da Giuseppe Roda figlio e ampliata di 183 pagine rispetto alla terza, fu data alle stampe a cinquanta anni dalla prima.
Per motivare l'utilità del loro corso gli autori spiegavano che la frutticoltura, pur avendo già un posto notevole fra le attività agrarie, poteva concorrere maggiormente "alla prosperità del commercio, ed al benessere delle popolazioni agricole" grazie alla diffusione delle buone pratiche della coltivazione, in particolare della potatura, e della conservazione dei raccolti.
Il libro è composto della "Introduzione", ventisette "Capi [capitoli]", un "Indice delle Materie" ed un "Indice delle Figure", queste ultime intese a rendere più intellegibile il testo. Il "Capo I" ed il "Capo II" sono dedicati ad illustrare brevemente i principi dell'anatomia vegetale e della fisiologia vegetale, indispensabili per comprendere gli argomenti successivi. Nel "Capo III" e nel "Capo IV" vengono esaminati i "giardini fruttaiuoli" ed i numerosi fattori che ne aumentano la produttività in quantità ed in qualità, come ad esempio: il sito di collocamento, l'esposizione ai venti, la composizione e le qualità fisiche del suolo, il modo di chiuderli con muri o altri ripari, la divisione dello spazio in aree destinate alle diverse attività, la preparazione del terreno, il drenaggio delle acque. Nel "Capo V" si tratta la piantatura degli alberi, quindi la scelta del periodo migliore, la combinazione di specie diverse per raccogliere tutto l'anno, il collocamento e le distanze interpianta ed interfilare più adatti. Nel "Capo VI" sono esaminati il vivaio per le piante da innesto ("nestaiuola [nestaia]") ed i tipi più semplici di innesto. Nel "Capo VII" sono descritti gli attrezzi utili al potatore. Successivamente dal "Capo VIII" al "Capo XXV" vengono trattate la coltivazione e la potatura di numerose piante. L'esposizione è sistematica e ripete uno schema che contempla: dei brevi cenni sulle origini, la storia e l'uso della pianta esaminata; la descrizione delle sue parti anatomiche particolari sulle quali la potatura agisce; la descrizione delle principali forme di coltivazione praticabili per quella pianta, con dettaglio delle operazioni di potatura da effettuarsi anno dopo anno; infine un elenco delle migliori varietà del frutto. Le trattazioni più complete vengono per prime. Dal "Capo VIII" al "Capo X" settanta pagine sono dedicate al "persico" che è preso come modello per gli "alberi fruttiferi a nocciolo". Qui vengono introdotti anche i principi generali da seguirsi nella potatura e la distinzione tra la principale "potatura d'inverno" e la minore "potatura d'estate". Inoltre viene descritta principalmente la forma di coltivazione "a spalliera" del tipo "a ventaglio". Il "Capo XII" dedica sessanta pagine alla vite aggiungendo indicazioni generali sulla sua piantatura, i modi di moltiplicazione, gli innesti ed esaminando in modo approfondito le forme di coltivazione "a spalliera con cordoni orizzontali" e "con cordoni verticali". Dal "Capo XIII" al "Capo XVII" altre sessanta pagine sono dedicate al pero che è preso come modello per gli "alberi fruttiferi a granelli". Qui tra l'altro vengono trattate le operazioni di potatura proprie di questo tipo di piante e vengono approfondite le coltivazioni nelle forme "a piramide" e "a spalliera a palmetta". Per le altre piante l'esposizione segue lo stesso schema, ma la parte relativa a coltivazione e potatura è sintetica e descrive soltanto le specificità. Sono esposti nell'ordine: l'albicocco assimilato al pesco ("Capo XI"), il melo assimilato al pero ("Capo XVIII"), il susino ("Capo IXX"), il ciliegio ("Capo XX"), il fico ("Capo XXI"), il lampone ("Capo XXII"), il ribes a grappoli ("Capo XXIII"), l'uva spina ("Capo XXIV"), il nocciolo ("Capo XXV"). Il volume è concluso da due argomenti complementari alla coltivazione. Nel "Capo XXVI" vengono descritte le malattie (come la "crittogama" causata dal "Oidium Tukeri" che in quegli anni flagellava i vigneti nostrani), i parassiti e gli animali che possono danneggiare una piantagione e rendere improduttive le fatiche del giardiniere, con l'indicazione dei rimedi allora noti. Nel "Capo XXVII" sono descritti i modi di raccogliere, trasportare e conservare correttamente i frutti, operazioni queste complementari, ma fondamentali per poter trarre il maggior profitto possibile dal frutteto.

##### Galleria d'immagini

###### Piante di giardini fruttaiuoli e disposizioni di alberi da frutto
1 - Nel "giardino fruttaiuolo" lo spazio è suddiviso razionalmente in aree destinate alle varie attività e sono presenti diverse strutture. Vi sono muri di cinta ("F") e muri interni ("E") utili per appoggiare le redditizie colture "a spalliera" (peschi, peri, viti) e anche per trattenere le masse di calore laddove la latitudine lo impone. Paralleli ai muri corrono le aiuole per quelle colture e i vialetti, che in superficie consentono il transito delle persone e dei mezzi mentre sotto ospitano i canali di drenaggio delle acque. Vi sono spazi con stufe ("B") e cassoni ("D") per le coltivazioni forzate delle piante e degli ortaggi. Una zona di servizio ("C") è usata per la preparazione dei concimi e dei terricci e per riparare sotto apposite tettoie gli attrezzi ed i materiali. Nella parte centrale del giardino sono collocati i serbatoi dell'acqua ("I"). Le aree di maggior dimensione ("L"), circondate da aiuole, sono destinate alle colture a fusto lungo o a piramide o in vasi. Altre aree minori ("A") sono per le nestaie.
2 - Le piante possono essere disposte secondo metodi diversi. Qui viene usato il "sistema ordinario". Lungo i muri a Nord e ad Est ("A") sono disposti peschi coltivati "a spalliera a ventaglio"; le relative aiuole sono abbellite con "cordoni di viti". Lungo il muro a Sud ("B") sono disposti prugni, peri e meli coltivati "a spalliera con cordoni verticali"; lungo le aiuole lamponi e ribes. Lungo i muri interni ("C") vi sono viti, peschi ed albicocchi coltivati "in contro-spalliera doppia". Le aree interne ("D") sono coltivate con peri "a piramide"; a margine dei quadrati vi sono meli nani "a cordoni orizzontali".

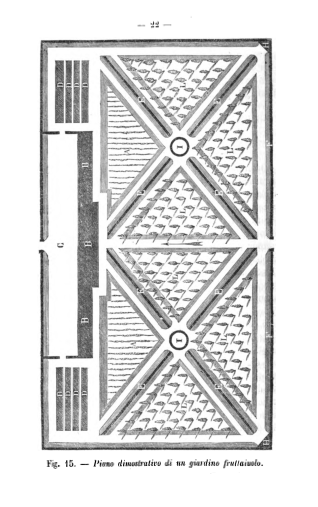
1 - Pianta di "giardino fruttaiolo"
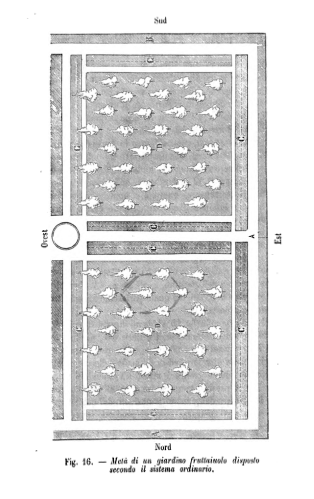
2 - "Giardino fruttaiolo" disposto secondo il "sistema ordinario"
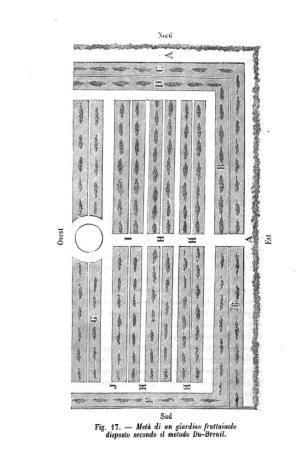
"Giardino fruttaiolo" disposto secondo il "metodo Du-Breuil"
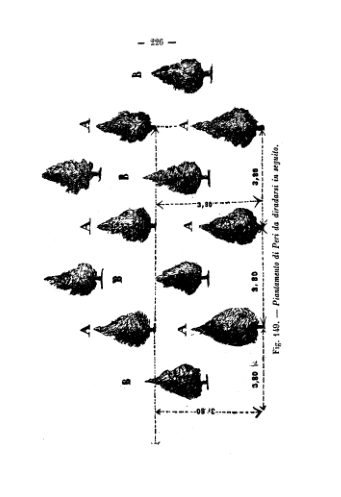
Disposizione di peri
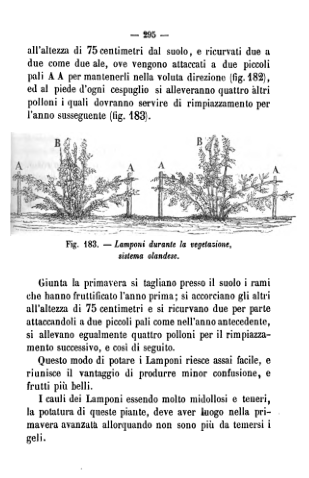
Lamponi coltivati secondo il "sistema olandese"
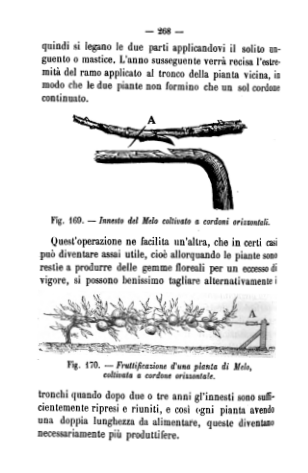
Melo coltivato "a cordoni orizzontali"
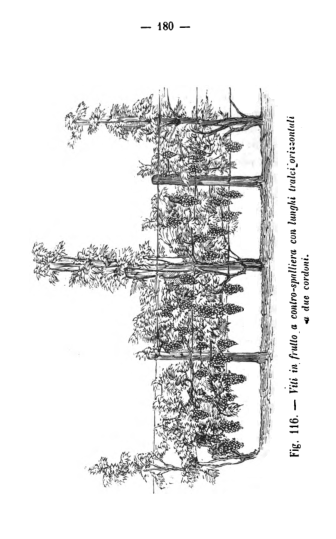
Viti coltivate "a contro-spalliera con tralci orizzontali"

###### La potatura e le forme decorative
La potatura contiene la pianta nello spazio desiderato e serve a migliorarne la produttività equilibrando la parte legnosa e quella fruttifera e aiutando l'equa distribuzione della linfa. Sopra questo scopo pratico il giardiniere abile può usarla per creare effetti estetici suggestivi, anno dopo anno effettuando tagli opportuni. Nei disegni alcuni tagli per la potatura del pesco coltivato "a spalliera"

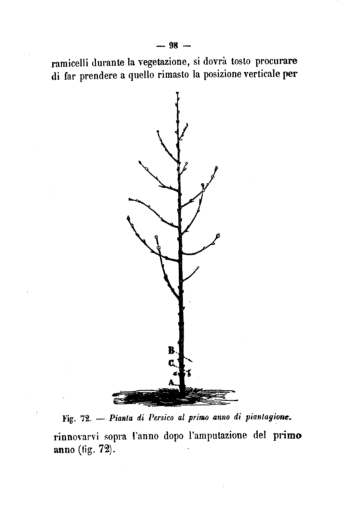
Taglio del pesco al primo anno
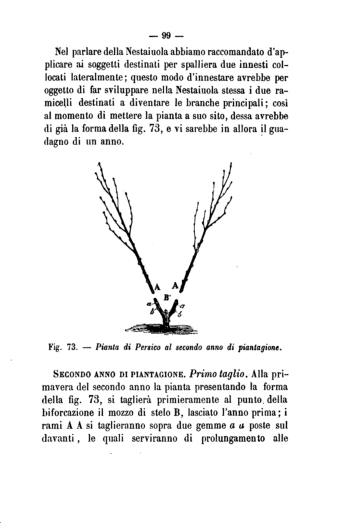
Taglio del pesco al secondo anno
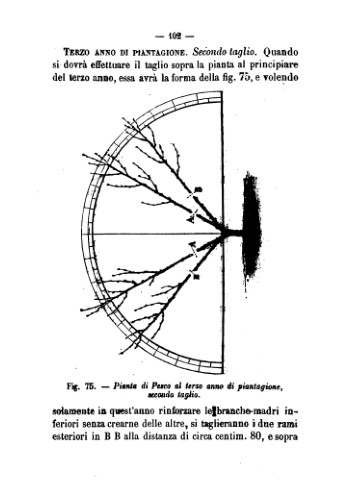
Taglio del pesco al terzo anno
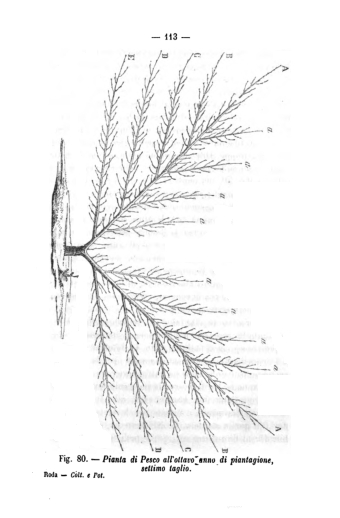
Taglio del pesco all'ottavo anno
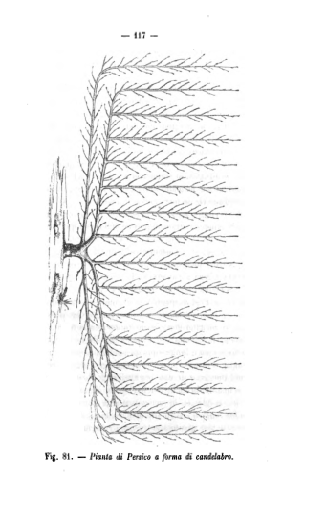
Pesco modellato a forma di candelabro
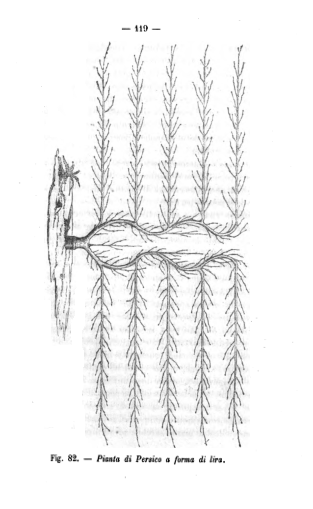
Pesco modellato a forma di lira

###### La conservazione dei frutti
Per conservare nel miglior modo i frutti, fino al momento più conveniente per la vendita, occorre un fruttaio opportunamente progettato e attrezzato.

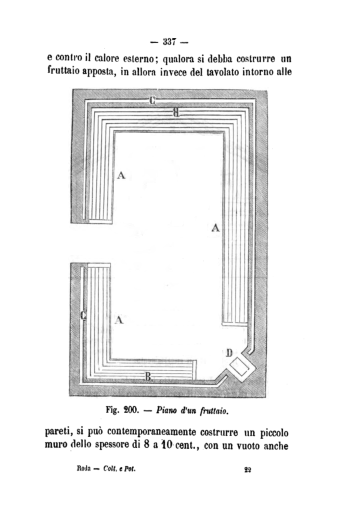
Pianta di fruttaio
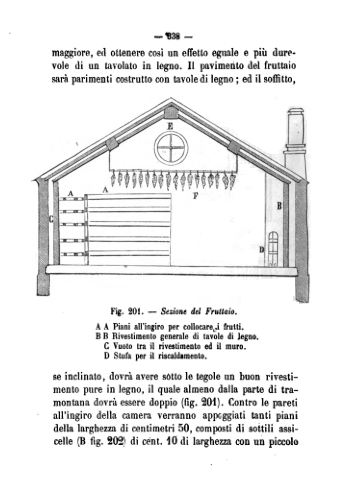
Sezione di fruttaio